# کاوری، سوریه
کاوری (به عربی: کاوری) یک روستا در سوریه است که در ناحیه قلعه المضیق واقع شده‌است. کاوری ۶۷۱ نفر جمعیت دارد.